# Oliveira do Bairro
Oliveira do Bairro (Portugiesisch für: Olivenbaum des Viertels) ist eine Gemeinde und  Stadt in Portugal mit 6385 Einwohnern (Stand 19. April 2021).

## Geschichte
Keltiberer siedelten im Kreisgebiet, der heutigen Gemeinde Mamarrosa. Funde belegen die Anwesenheit der Römer in den heutigen Gemeinden Palhaça und Bustos. Erstmals dokumentiert ist der heutige Ort in einer Schenkungsurkunde aus dem Jahr 922, unter dem Namen Ulveira. Erste Stadtrechte erhielt Oliveira do Bairro 1514 durch König Manuel I., der den Ort zur Vila (Kleinstadt) erhob. 1836 wurde es ein eigenständiger Kreis (Concelho). 2003 wurde Oliveira do Bairro zur Stadt (Cidade) erhoben.

## Verwaltung

### Der Kreis
Oliveira do Bairro ist Sitz eines gleichnamigen Kreises. Die Nachbarkreise sind (im Uhrzeigersinn im Norden beginnend): Aveiro, Águeda, Anadia, Cantanhede und Vagos.
Mit der Gebietsreform im September 2013 wurden die Gemeinden (Freguesias) Bustos, Troviscal und Mamarrosa zur neuen Gemeinde União das Freguesias de Bustos, Troviscal e Mamarrosa zusammengefasst. Der Kreis besteht seither aus den folgenden vier Gemeinden:

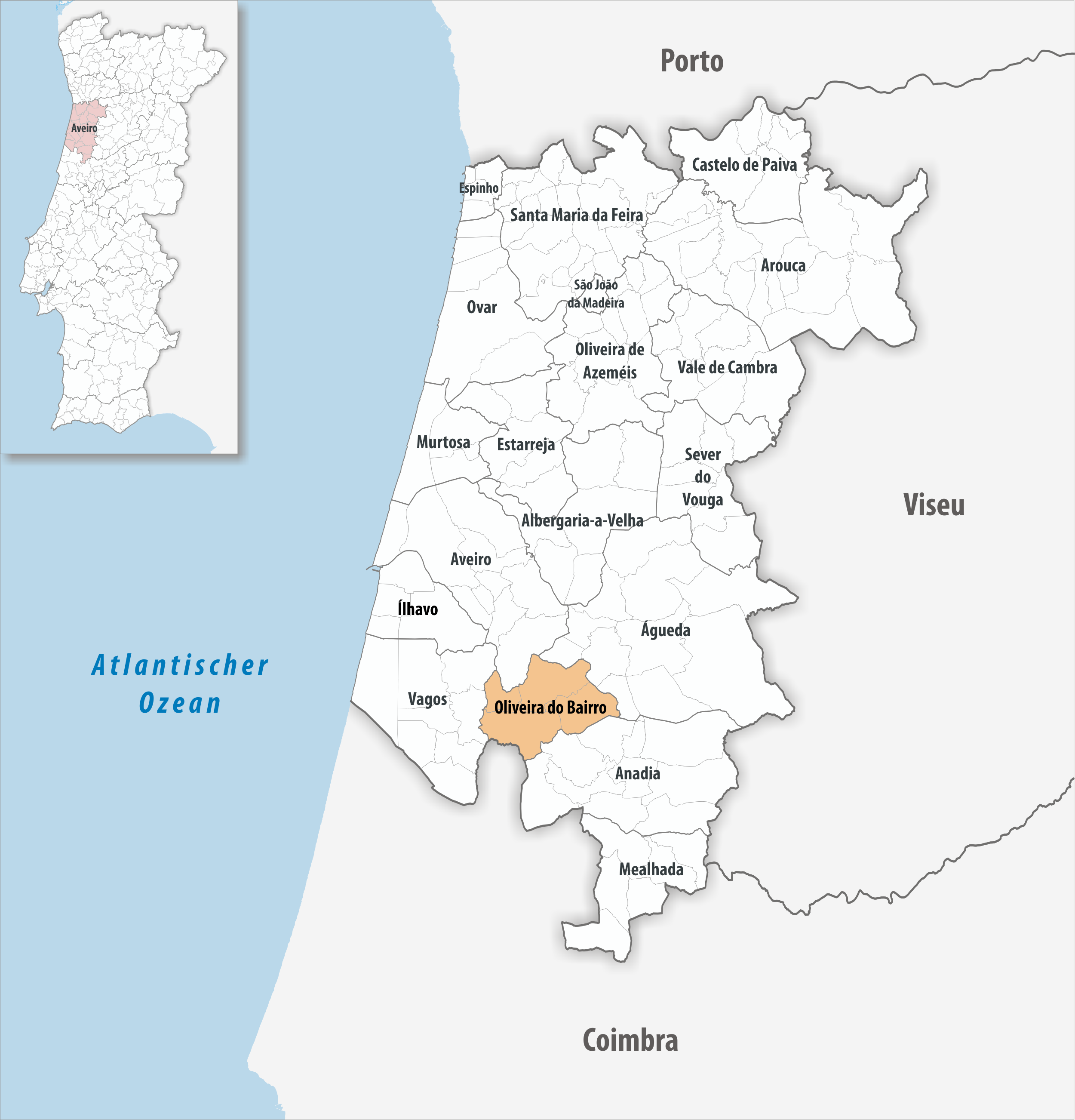
Kreis Oliveira do Bairro

| Gemeinde                      | Einwohner (2021) | Fläche km² | Dichte Einw./km² | LAU- Code |
| ----------------------------- | ---------------- | ---------- | ---------------- | --------- |
| Bustos, Troviscal e Mamarrosa | 6.221            | 28,42      | 219              | 011407    |
| Oiã                           | 7.862            | 26,32      | 299              | 011403    |
| Oliveira do Bairro            | 6.385            | 22,55      | 283              | 011404    |
| Palhaça                       | 2.664            | 10,03      | 266              | 011405    |
| Kreis Oliveira do Bairro      | 23.132           | 87,32      | 265              | 0114      |

### Bevölkerungsentwicklung
| Einwohnerzahl im Kreis Oliveira do Bairro (1801–2011) | Einwohnerzahl im Kreis Oliveira do Bairro (1801–2011) | Einwohnerzahl im Kreis Oliveira do Bairro (1801–2011) | Einwohnerzahl im Kreis Oliveira do Bairro (1801–2011) | Einwohnerzahl im Kreis Oliveira do Bairro (1801–2011) | Einwohnerzahl im Kreis Oliveira do Bairro (1801–2011) | Einwohnerzahl im Kreis Oliveira do Bairro (1801–2011) | Einwohnerzahl im Kreis Oliveira do Bairro (1801–2011) | Einwohnerzahl im Kreis Oliveira do Bairro (1801–2011) | Einwohnerzahl im Kreis Oliveira do Bairro (1801–2011) |
| ----------------------------------------------------- | ----------------------------------------------------- | ----------------------------------------------------- | ----------------------------------------------------- | ----------------------------------------------------- | ----------------------------------------------------- | ----------------------------------------------------- | ----------------------------------------------------- | ----------------------------------------------------- | ----------------------------------------------------- |
| 1801                                                  | 1849                                                  | 1900                                                  | 1930                                                  | 1960                                                  | 1981                                                  | 1991                                                  | 2001                                                  | 2011                                                  |                                                       |
| 1939                                                  | 5086                                                  | 9540                                                  | 14.362                                                | 16.699                                                | 17.517                                                | 18.660                                                | 21.164                                                | 23.028                                                |                                                       |

### Kommunaler Feiertag
- Christi Himmelfahrt

### Städtepartnerschaften
- Frankreich: Lamballe (seit 1998)
- Angola: Benguela (seit 2000)[6]

## Verkehr

### Fernverkehr
Oliveira do Bairro liegt mit eigenem Bahnhof an der wichtigsten Eisenbahnstrecke des Landes, der Linha do Norte von Lissabon nach Porto.
Die Nationalstraße N235 quert Oliveira do Bairro und führt zur 8 km nördlich gelegenen Anschlussstelle N.15 (Aveiro Sul) der Autobahn A1.

### Nahverkehr
Der Öffentliche Personennahverkehr wird von der städtischen Transportgesellschaft Transportes de Oliveira do Bairro (TOB) in drei Linien mit einem Kleinbus betrieben, der werktags von 7:25 bis 19:10 die Kreisgemeinden durchfährt und mit der Kreisstadt Oliveira do Bairro verbindet. Eine Fahrt kostet 0,50 € (Stand August 2015). Dazu bieten private Buslinien regionale und überregionale Verbindungen an.

## Söhne und Töchter der Stadt
- António de Cértima (1894–1983), Schriftsteller und Diplomat
- Arlindo Vicente (1906–1977), Anwalt und Maler
- Arsénio Mota (* 1930), Schriftsteller
- Arsélio Pato de Carvalho (* 1934), Biochemiker und Neurobiologe
- Fernando Filipe (* 1944), Theaterregisseur
- Ilda Figueiredo (* 1948), Ökonomin und Politikerin
- Luís Novo (* 1970), Langstreckenläufer
- João Tomás (* 1975), Fußballspieler
- Anália Rosa (* 1976), Marathonläuferin
- Solange Jesus (* 1987), Langstreckenläuferin
- Tatiana Pinto (* 1994), Fußballspielerin
- Leandro Ramos (* 2000), Speerwerfer